# Dmitri Iakovenko
Pour les articles homonymes, voir Iakovenko.
Dmitri Olegovitch Iakovenko (en russe : Дмитрий Олегович Яковенко, transcription anglaise : Dmitry Jakovenko) est un grand maître international d'échecs russe né à Omsk le 28 juin 1983, champion d'Europe en 2012.
Au 1er mai 2019, il est le neuvième joueur russe et le 32e joueur mondial avec un classement Elo de 2 706 points.

## Carrière
Il a appris les échecs à l’âge de 3 ans, et a été formé ensuite par l’ancien entraîneur de Garry Kasparov, Aleksandr Nikitine.
En 2001, il gagne le championnat du monde des moins de 18 ans, et l’open de Saint-Vincent (Italie). En 2004, il décide de devenir joueur d’échecs professionnel (alors qu'il est un étudiant en mathématiques et sciences).

### Succès dans les tournois individuels
À partir de 2006, Iakovenko a obtenu de beaux succès, comme ; 
- la 1re place ex æquo des championnats de Russie en 2006, 2012 et 2018 (qu’il a perdus aux départages) ;
- une deuxième place au tournoi de Pampelune 2006-2007 ;
- deuxième à Wijk aan Zee, groupe B, en 2007 ;
- deuxième à l’Open Aeroflot en 2007[2] :
- troisième ex æquo du Mémorial Tal 2007 à Moscou ;
- vainqueur au tournoi Karpov de Poïkovski en 2007, 2012 et 2018 ;
- deuxième ex æquo au tournoi d'échecs de Dortmund en 2009 ;
- vainqueur de la finale de la coupe de Russie en 2013, 2014, 2016 et 2017 ;
- la victoire aux tournois des Grands Prix FIDE de Elista en 2008,  Khanty-Mansiïsk en 2015 et Palma en 2017.

Le 1er octobre 2008, avec un classement Elo de 2 737, il entre pour la première fois dans les 10 meilleurs joueurs du monde.

### Tournois blitz et rapides
Iakovenko fut quinzième du Championnat du monde de blitz 2006 et dix-huitième en 2009 à Moscou (tournois disputés après le mémorial Tal), 22e en 2013 à Khanty-Mansiïsk et 21e du championnat du monde de blitz 2018.
Il finit dix-septième du championnat du monde de parties rapides en 2016 et seizième en 2018.

### Finales du championnat de Russie
Iakovenko fut :
- deuxième-troisième de la super-finale du championnat de Russie en 2005 ;
- 1er-2e en 2006 (deuxième au départage) ;
- deuxième en 2008 ;
- 1er-6e en 2012 (deuxième-quatrième ex æquo du tournoi de départage) ;
- deuxième en 2014 ;
- 1er-2e en 2018, battu lors du match de départage par Andreïkine.

### Champion d'Europe (2012)
Le 31 mars 2012, il remporte le championnat d'Europe d'échecs individuel à Plovdiv.
Au 1er mars 2011, il est le 26e joueur mondial avec un classement Elo de 2 718 points.

### Grands Prix FIDE
En décembre 2008, Iakovenko remporte le grand prix FIDE de Elista ex æquo avec Teimour Radjabov et Aleksandr Grichtchouk. Il termine deuxième ex æquo du Grand Prix d'Astrakan en 2010 et quatrième du classement général du Grand Prix FIDE 2008-2010.
Il fut absent des tournois du Grand Prix FIDE 2012-2013.
En février 2015, il finit deuxième du tournoi du Grand Prix Fide à Tbilissi avant de remporter le tournoi de Khanty-Mansiïsk en mai 2015, ex æquo avec Hikaru Nakamura et Fabiano Caruana. Iakovenko termine troisième du classement général du Grand Prix FIDE 2014-2015.
En décembre 2017, Iakovenko fut premier ex æquo du tournoi de Palma, ex æquo avec Levon Aronian et finit cinquième du classement général du Grand Prix FIDE 2017.

### Coupes du monde
| Année | Lieu            | Résultat                            | Ultimes adversaires    | Adversaires battus                                                          |
| ----- | --------------- | ----------------------------------- | ---------------------- | --------------------------------------------------------------------------- |
| 2005  | Khanty-Mansiïsk | premier tour                        | Rafael Leitão          |                                                                             |
| 2007  | Khanty-Mansiïsk | quart de finale (cinquième tour)    | Alexeï Chirov          | Ziaur Rahman, Vladimir Belov, Zoltán Almási Levon Aronian                   |
| 2009  | Khanty-Mansiïsk | quart de finale (cinquième tour)    | Boris Guelfand         | Aimen Rizouk, Chanda Sandipan, Aleksandr Arechtchenko Aleksandr Grichtchouk |
| 2011  | Khanty-Mansiïsk | quatrième tour (huitième de finale) | Teimour Radjabov       | Saleh Salem, Pentala Harikrishna Baadur Jobava                              |
| 2013  | Tromsø          | deuxième tour                       | Pavel Eljanov          | Mark Paragua                                                                |
| 2015  | Bakou           | quatrième tour (huitième de finale) | Pavel Eljanov          | Ilia Iliouchenok, Bassem Amin Vassili Ivantchouk                            |
| 2019  | Khanty-Mansiïsk | troisième tour                      | Maxime Vachier-Lagrave | José Eduardo Martínez, Gawain Jones                                         |
| 2021  | Sotchi          | deuxième tour                       | Timour Gareïev         | (exempt au 1er tour)                                                        |

Iakovenko fut absent de la Coupe du monde 2017.

### Compétitions par équipes
Iakovenko a représenté la Russie lors des olympiades de 2008 (médaille d'or individuelle), 2010 (au premier échiquier) et 2012 (médaille d'or individuelle à l'échiquier de réserve et médaille d'argent par équipe).
Il a participé au Championnat du monde d'échecs par équipes en 2010 et 2015 et remporta la compétition avec la Russie en 2010 (il jouait au deuxième échiquier).
Il participa également au Championnat d'Europe d'échecs des nations en 2007, 2009 et 2015, remportant deux médailles d'or par équipe (en 2007 et 2015) et deux médailles d'or individuelles à l'échiquier de réserve (en 2007 et 2015).
En club, Iakovenko a remporté trois fois la coupe d'Europe des clubs d'échecs : en 2005 et 2006 avec l'équipe russe de Tomsk-400 et en 2016 avec l'équipe d'Alkaloid (Macédoine).